# Lonchopria zonalis
Lonchopria zonalis är en biart som först beskrevs av Reed 1892.  Lonchopria zonalis ingår i släktet Lonchopria och familjen korttungebin. Inga underarter finns listade i Catalogue of Life.